# 哀しみにさようなら
「哀しみにさようなら」（Gone at Last）は、ポール・サイモンの楽曲。1975年にコロムビア・レコードからサイモンの4枚目のスタジオ・アルバム『時の流れに』からの先行シングルとして発売された。フィービ・スノウおよびジェシー・ディクソン・シンガーズがボーカルで客演しており、スノウはシングルのリリース時にクレジットされた。 

## 評価
ビルボード誌は「哀しみにさようなら」を「ロックンロールと昔のゴスペルの再来の組み合わせ」と表現した。

## 参加ミュージシャン
- ポール・サイモン、フィービ・スノウ – デュエット・ボーカル
- リチャード・ティー – ピアノ、おそらくハモンド・オルガン
- ゴードン・エドワーズ（英語版） – ベース
- グラディ・テイト – ドラムス
- ラルフ・マクドナルド – タンバリン、シェイカー
- ジェシー・ディクソン・シンガーズ（英語版） – バック・ボーカル

## チャート成績
| チャート (1975年)                  | 最高位 |
| ---------------------------------- | ------ |
| オーストラリア (Kent Music Report) | 95     |
| Canada Top Singles (RPM)           | 29     |
| Canada Pop Music Playlist (RPM)    | 7      |
| US Billboard Hot 100               | 23     |
| US Adult Contemporary (Billboard)  | 9      |